# Munții Adirondack
Munții Adirondack sau Adirondack Mountains este un masiv muntos din nordul SUA situat pe teritoriul statului federal  New York. Ei se întind pe o suprafață de 25.000 km², spre sud, de la valea fluviului Sf. Laurențiu și Lacul Champlain până la valea râului Mohawk  . Masivul aparține de grupa munților Munții Laurentini care se întind până în Canada. La est de Munții Adirondack se află lacurile |Champlain și George, la marginea de est a masivului se găsește valea „Mohawk Valley” iar limita spre vest este trasată de cursul râului „Black River”.

## Istorie
Primul european care a văzut Munții Adirondack a fost Samuel de Champlain, în anul 1609. Zona era foarte puțin populată în 1892, când parlamentul statal a creat Parcul Adirondack. Acesta s-a estins de-a lungul anilor, pentru a deveni (cu suprafața sa de peste două milioane de hectare) cel mai mare parc național din SUA, fără a considera Alaska 

## Caractere
Munții sunt împăduriți, ei fiind alcătuiți din punct de vedere geologic din gneisuri, roci vulcanice de granit. Vârfurile mai importante sunt:
- Marcy - 1629 m
- Haystack - 1512 m
- Skylight -  1501 m

În regiunea masivului se află lacul Placid cu muntele „White Face Mountain” care este cunoscut prin pârtiile lungi de schi care au fost alese pentru Jocurile Olimpice de Iarnă.